# Nikola Spiridonov
Nikola Spiridonov, bolgarski šahovski velemojster, * 28. februar 1938, Pleven, Bolgarija, † 13. marec 2021.